# 維什涅韋 (舊西尼亞瓦區)
49°38′19″N 27°24′29″E / 49.63861°N 27.40806°E
維什內韋（烏克蘭語：Вишневе）是位於烏克蘭西部的村莊，由赫梅利尼茨基州裡赫梅利尼茨基區的舊西尼亞瓦市鎮負責管轄。該村始建於1910年，面積0.27平方公里，海拔高度315米，2022年人口2，人口密度每平方公里181.1人。